# Honduras
Honduras je država u Srednjoj Americi, graniči s Gvatemalom i Salvadorom na zapadu i s Nikaragvom na jugu. Izlazi na Tihi ocean na jugu i na Karipsko more na sjeveru (Honduraški zaljev).

## Povijest
Prije dolaska bijelaca područje Hondurasa je dio područja srednjoameričkih indijanskih kultura. U njegovu zapadnom dijelu razvijala se kultura Maja. Kristofor Kolumbo se iskrcao na njegovu obalu 1502. i dao mu ime honduras (španj. dubine), prema dubokoj vodi uz obalu. Španjolski osvajači pod vodstvom Cortesa dolaze 1524. Od tada do 1821. Honduras pripada Španjolskoj. Kratko vrijeme je u sastavu Ujedinjenih država Srednje Amerike. Raspadom Unije 1840. postaje samostalan.
Tijekom druge polovice 20. stoljeća često je bio pod militarističkom vlašću, sve do slobodnih izbora 1982.

## Geografija i priroda
Na krajnjem jugoistoku zemlje Honduras obuhvaća dio La Mosquitia, koja uglavnom pripada Nikaragvi. Osim La Mosquitie i nekoliko ostalih uskih obalnih pojasa, veći dio Hondurasa je brdovit. Najviši vrh središnje planine je Cerro Las Minas, koji se još naziva i Cerro de Celaque, visok je 2849 metra. najveći dio Hondurasa nalazi se na visini između 1000 i 1800 metara. Planinski lanci ove zemlje dio su Kordiljera, planinskog masiva što se proteže cijelim američkim kontinentom. Nemirno vrijeme nastanka vulkanske visoravni na jugozapadu Hondurasa odvijalo se prije nekoliko milijuna godina. Za razliku od pučanstva susjednih zemalja, stanovnici Hondurasa dana nisu izloženi opasnim i razornim vulkanskim aktivnostima. Planine dijele ovu zemlju na brojne visinske doline, koje su opet podijeljene na pojedinačne kotline. Ova rascjepkanost krajolika predstavlja priličnu prepreku prometnom povezivanju.

### Klima i vegetacija
U skladu sa svojim položajem na oko 15 stupnjeva sjeverne geografske širine, Honduras ima tropsku klimu. U nizinskim krajevima tijekom cijele godine vlada tropska vrućina s podnevnim temperaturama između 27 °C i 32 °C. Velika vlažnost zraka čini takvo vrijeme često teško podnošljivim. Na visinama između 1000 i 2000 metara temperature su načešće za 4 °C do 8 °C niže, ali i ondje može biti sparno. Na obali Tihog oceana temperature su prosječno za oko 2 °C više nego na obali Karipsko more. Oborine su regionalno vrlo različito raspodijeljene. Tako na sjevernoj obali godišnje padne od 2500 do 3000 milimetara. Polovina ove količine pada između listopada i sredine siječnja, a relativno malo oborina između ožujka i lipnja. Ondje gdje planinski potezi sprečavaju dolazak vlažnih zračnih masa, pada znatno manje kiše. Zbog vlažne i tople klime tropska kišna šuma je u najvećem dijelu ove zemlje prirodna vegetacija. U najvišim dijelovima raširena je maglena šuma, takozvana Montaña Ilorona. U predjelima koji oskudijevaju kišom rast biljaka je ograničen na vegetaciju suhih područja. Širenjem obradivih i agrarno iskoristivih površina prirodna vegetacija danas je već uvelike potisnuta.

## Ekonomija
Honduras spada u najsiromašnije i najmanje razvijene države Latinske Amerike. Ekonomiju uglavnom čini poljoprivreda, a najveću izvoznu vrijednost ima proizvodnja kave. Nekadašnja druga po veličini izvozna grana, izvoz banana, uništena je 1998. u uraganu. Do 2000. je proizvodnja obnovljena na 57% prijašnje vrijednosti. Od ostalih proizvodnih djelatnosti važan je uzgoj škampa. Honduras posjeduje šumska i mineralna bogatstva, ali širenje poljoprivrednih površina spaljivanjem nastavlja ugrožavati šume.

## Stanovništvo
Stanovništvo uglavnom čine potomci mješanaca indijanskog stanovništva i europskih doseljenika (mestici) kojih ima 80%. Indijanaca ima 7%, crnaca i mulata 2%, te bijelaca 1%.
Prema vjeroispovijesti prevladavaju katolici (87%) i protestanti (10%).
Indijanci Hondurasa pripadaju u više jezičnih porodica: Mayan, Manguean, Misuluan, Nahuatlan, plemena su sljedeća: Choluteca, Chorotega (pod ovim imenom danas se prodaju Nicoya Indijanci, jedno od plemena Orotiña, nastanjeno u Kostariki), Chortí, Coco (Sumoan pleme), Garífuna (potomci Kariba iz Dominike), Guanexico, Jicaque ili Tol, Lenca, Mam (pleme Miskita, ne smiju se pobrkati s Mam Indijancima iz Gvatemale, čije je pravo ime Mame), Matagalpa, Paya, Pipil, Sumo, Tawahka i Toquegua. 175 400 državljana Hondurasa govori nekim od indijanskih jezika kao materinskim, a najrasprostranjeniji je garifuna (146 000).

## Vanjske poveznice
- Missions Atlas Project Area of the World Country (Honduras)  Arhivirana inačica izvorne stranice od 19. kolovoza 2011. (Wayback Machine)